# Сорокопуд савановий
Сорокопуд савановий (Lanius cabanisi) — вид горобцеподібних птахів родини сорокопудових (Laniidae).

## Поширення
Вид поширений в Східній Африці. Трапляється в Танзанії, Кенії та Сомалі. Його природним середовищем існування є відкриті сухі місця існування, такі як суха, безлісна савана, відкритий ліс та культивовані ділянки.

## Опис
Птах завдовжки 26-30 см, вагою 69-80 г. Лоб, череп, маківка і шия насичено чорні. Спина темно-сіра. Верх крил чорно-коричневий, на крилах є біле дзеркальце. Довгий, чітко ступінчастий хвіст чорно-коричневий. Нижня частина тіла чисто біла; нижня сторона крил і хвоста темно-шиферно-сіра. Дзьоб міцний, гачкуватий, чорного кольору. Ноги чорні. Очі червонувато-коричневі.